# Salt de llargada
El salt de llargada és una prova atlètica que consisteix a agafar embranzida corrent sobre un pla horitzontal, i saltar el màxim que puguis sense fer nul. S'ha de saltar sobre un banc de sorra. La distància del salt es mesura des de la taula de batuda fins a la marca més endarrerida sobre la sorra marcada pel cos de l'atleta.
És una prova dels Jocs Olímpics en categoria masculina des d'Atenes 1896 i en femenina des de Londres 1948.

## Història

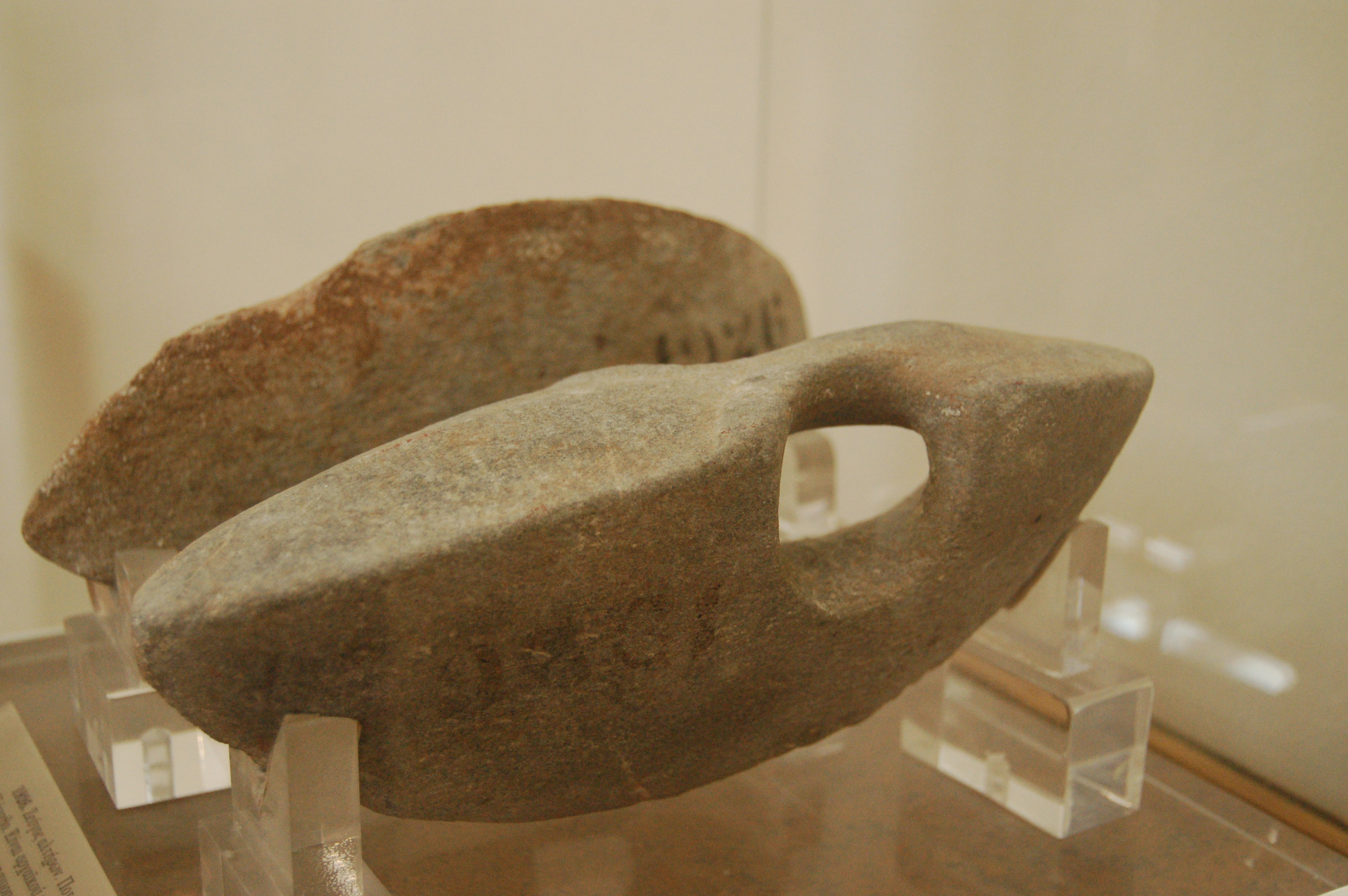
Halteres utilitzat en jocs atlètics a l'antiga Grècia.

El salt de llargada és l'única prova de salt coneguda de les proves de pentatló originals dels Jocs Olímpics de l'antiga Grècia. Totes les proves dels Jocs Olímpics havien d'actuar inicialment com una forma d'entrenament per a la guerra. El salt de llargada va sorgir probablement perquè reflectia l'encreuament d'obstacles com rieres i barrancs. Després d'investigar les representacions supervivents de la prova antiga, es creu que, a diferència de la prova moderna, als atletes només se'ls permetia una sortida curta. Els atletes portaven un pes a cada mà, que s'anomenaven halteres (entre 1 i 4,5 kg). Aquests pesos es feien girar cap endavant a mesura que l'atleta saltava per augmentar l'impuls. Es creia comunament que el saltador llançava els pesos darrere seu en l'aire per augmentar el seu impuls cap endavant; tanmateix, els halteres es mantenien durant tota la durada del salt. Balançant-los cap avall i cap enrere al final del salt canviant el centre de gravetat de l'atleta i permetent que l'atleta estirés les cames cap a fora, augmentant la seva distància. El salt en si es feia a partir del bater ("allò que es trepitja"). El més probable és que fos un simple tauler col·locat a la pista de l'estadi que es retirava després de la prova. Els saltadors aterraven en el que s'anomenava una skamma ("zona excavada"). La idea que es tractés d'un pou ple de sorra és errònia. La sorra al pou de salt és un invent modern. La skamma era només una àrea temporal excavada per a l'ocasió i no una cosa que romangués en el temps.
El salt de llargada estava considerat una de les proves més difícils dels Jocs, ja que es requeria una gran habilitat. Sovint es tocava música durant el salt i Filostrat diu que els tubs de vegades acompanyaven el salt per tal de proporcionar un ritme als moviments complexos dels halteres de l'atleta. Filostrat es cita dient: «Les regles consideren el salt com la més difícil de les competicions, i permeten que el saltador tingui avantatges en el ritme amb l'ús de la flauta, i en el pes amb l'ús del cabestre». El més destacat en l'antic esport va ser un home anomenat Quionis d'Esparta, que als Jocs Olímpics del 656 aC va fer un salt de 7,05 m.
Hi ha hagut algunes discussions per part dels estudiosos moderns sobre el salt de llargada. Alguns han intentat recrear-lo com un triple salt. Les imatges proporcionen l'única prova de l'acció, per la qual cosa és més ben rebut que s'assembla molt al salt de llargada d'avui. La raó principal per la qual alguns volen anomenar-lo un triple salt és la presència d'una font que afirma que hi havia una vegada un salt antic de cinquanta-cinc peus fet per un home anomenat Phayllos.
El salt de llargada ha format part de la competició olímpica moderna des de la creació dels Jocs Olímpics el 1896. El 1914, el doctor Harry Eaton Stewart va recomanar el "salt ample de carrera" com a esdeveniment d'atletisme estandarditzat per a dones. No obstant això, no va ser fins al 1948 que el salt de llargada femení es va afegir al programa d'atletisme olímpic.

## Rècords
* Actualitzat a 25 de febrer de 2024
|              |       | Marca | Vent | Atleta                      | Estat           | Data                   | Lloc                        |
| ------------ | ----- | ----- | ---- | --------------------------- | --------------- | ---------------------- | --------------------------- |
| Mundial (WR) | Homes | 8.95  | +0.3 | Mike Powell                 | Estats Units    | 30 d'agost de 1991     | Tòquio, Japó                |
| Mundial (WR) | Dones | 7.52  | +1.4 | Galina Txistiakova          | Unió Soviètica  | 11 de juny de 1988     | Leningrad, Unió Soviètica   |
| Olímpic (OR) | Homes | 8.90  | +2.0 | Bob Beamon                  | Estats Units    | 18 d'octubre de 1968   | Ciutat de Mèxic, Mèxic      |
| Olímpic (OR) | Dones | 7.40  | N/D  | Jackie Joyner-Kersee        | Estats Units    | 29 de setembre de 1988 | Seül, Corea del Sud         |
| Europeu (EU) | Homes | 8.86  | +1.9 | Robert Emmiyan              | Unió Soviètica  | 22 de maig de 1987     | Tsaghkadzor, Unió Soviètica |
| Europeu (EU) | Dones | 7.52  | +1.4 | Galina Txistiakova          | Unió Soviètica  | 11 de juny de 1988     | Leningrad, Unió Soviètica   |
| Americà (AM) | Homes | 8.95  | +0.3 | Mike Powell                 | Estats Units    | 30 d'agost de 1991     | Tòquio, Japó                |
| Americà (AM) | Dones | 7.49  | +1.3 | Jackie Joyner-Kersee        | Estats Units    | 22 de maig de 1994     | Nova York, Estats Units     |
| Africà (AF)  | Homes | 8.65  | +1.3 | Luvo Manyonga               | Sud-àfrica      | 22 d'abril de 2017     | Potchefstroom, Sud-àfrica   |
| Africà (AF)  | Dones | 7.17  | +1.1 | Ese Brume                   | Nigèria         | 29 de maig de 2021     | Chula Vista, Estats Units   |
| Asiàtic (AS) | Homes | 8.48  | +0.6 | Mohamed Salman Al Khuwalidi | Aràbia Saudita  | 2 de juliol de 2006    | Sotteville, França          |
| Asiàtic (AS) | Dones | 7.01  | +1.4 | Weili Yao                   | R.P. de la Xina | 5 de juny de 1993      | Jinan, Xina                 |
| Oceànic (OC) | Homes | 8.54  | +1.7 | Mitchell Watt               | Austràlia       | 29 de juliol de 2011   | Estocolm, Suècia            |
| Oceànic (OC) | Dones | 7.13  | +1.8 | Brooke Stratton             | Austràlia       | 9 de juliol de 2022    | Chula Vista, Estats Units   |

## Atletes amb millors marques mundials
* Actualitzat a 25 de febrer de 2024

### Millors marques masculines
| Rànquing | Marca | Atleta          | País           | Data                   | Lloc            |
| -------- | ----- | --------------- | -------------- | ---------------------- | --------------- |
| 1.       | 8.95  | Mike Powell     | Estats Units   | 30 d'agost de 1991     | Tòquio          |
| 2.       | 8.90A | Bob Beamon      | Estats Units   | 18 d'octubre de 1968   | Ciutat de Mèxic |
| 3.       | 8.87  | Carl Lewis      | Estats Units   | 30 d'agost de 1991     | Tòquio          |
| 4.       | 8.86A | Robert Emmiyan  | Unió Soviètica | 22 de maig de 1987     | Tsakhkadzor     |
| 5.       | 8.74  | Larry Myricks   | Estats Units   | 18 de juliol de 1988   | Indianapolis    |
| 6.       | 8.74A | Erick Walder    | Estats Units   | 2 d'abril de 1994      | El Paso         |
| 7.       | 8.74  | Dwight Phillips | Estats Units   | 7 de juny de 2009      | Eugene          |
| 8.       | 8.73  | Irving Saladino | Panamà         | 24 de maig de 2008     | Hengelo         |
| 9.       | 8.71  | Iván Pedroso    | Cuba           | 18 de juliol de 1995   | Salamanca       |
| 10.      | 8.69  | Tajay Gayle     | Jamaica        | 28 de setembre de 2019 | Doha            |

### Millors marques femenines
| Rànquing | Marca | Atleta                  | País           | Data                   | Lloc           |
| -------- | ----- | ----------------------- | -------------- | ---------------------- | -------------- |
| 1.       | 7.52  | Galina Txistiakova      | Unió Soviètica | 11 de juny de 1988     | Leningrad      |
| 2.       | 7.49  | Jackie Joyner-Kersee    | Estats Units   | 22 de maig de 1994     | Nova York      |
| 3.       | 7.48  | Heike Drechsler         | RDA            | 9 de juliol de 1988    | Neubrandenburg |
| 4.       | 7.43  | Anişoara Cuşmir-Stanciu | Romania        | 4 de juny de 1983      | Bucarest       |
| 5.       | 7.42  | Tatyana Kotova          | Rússia         | 23 de juny de 2002     | Annecy         |
| 6.       | 7.39  | Yelena Belevskaya       | Unió Soviètica | 18 de juliol de 1987   | Briansk        |
| 7.       | 7.37  | Inessa Kravets          | Unió Soviètica | 11 de juny de 1988     | Kíev           |
| 8.       | 7.33  | Tatiana Lébedeva        | Rússia         | 31 de juliol de 2004   | Tula           |
| 9.       | 7,31  | Yelena Khlopotnova      | Unió Soviètica | 12 de setembre de 1985 | Alma Atá       |
| 9.       | 7,31  | Marion Jones            | Estats Units   | 12 d'agost de 1998     | Zúri           |
| 9.       | 7,31  | Brittney Reese          | Estats Units   | 2 de juliol de 2016    | Eugene         |

## Campions olímpics
| Jocs                | Any  |       | Atleta                     | Estat          | Marca |
| ------------------- | ---- | ----- | -------------------------- | -------------- | ----- |
| Atenes              | 1896 | Homes | Ellery Clark               | Estats Units   | 6,35  |
| Atenes              | 1896 | Dones | No participaren            |                |       |
| París               | 1900 | Homes | Alvin Kraenzlein           | Estats Units   | 7,185 |
| París               | 1900 | Dones | No participaren            |                |       |
| Saint Louis         | 1904 | Homes | Meyer Prinstein            | Estats Units   | 7,34  |
| Saint Louis         | 1904 | Dones | No participaren            |                |       |
| Londres             | 1908 | Homes | Francis Irons              | Estats Units   | 7,48  |
| Londres             | 1908 | Dones | No participaren            |                |       |
| Estocolm            | 1912 | Homes | Albert Gutterson           | Estats Units   | 7,60  |
| Estocolm            | 1912 | Dones | No participaren            |                |       |
| Anvers              | 1920 | Homes | William Petterson          | Suècia         | 7,15  |
| Anvers              | 1920 | Dones | No participaren            |                |       |
| París               | 1924 | Homes | William DeHart Hubbard     | Estats Units   | 7,445 |
| París               | 1924 | Dones | No participaren            |                |       |
| Amsterdam           | 1928 | Homes | Edward Hamm                | Estats Units   | 7,73  |
| Amsterdam           | 1928 | Dones | No es disputaren           |                |       |
| Los Angeles         | 1932 | Homes | Edward Gordon              | Estats Units   | 7,64  |
| Los Angeles         | 1932 | Dones | No es disputaren           |                |       |
| Berlín              | 1936 | Homes | Jesse Owen                 | Estats Units   | 8,06  |
| Berlín              | 1936 | Dones | No es disputaren           |                |       |
| Londres             | 1948 | Homes | William Steele             | Estats Units   | 7,82  |
| Londres             | 1948 | Dones | Olga Gyarmati              | Hongria        | 5,69  |
| Hèlsinki            | 1952 | Homes | Jerome Biffle              | Estats Units   | 7,57  |
| Hèlsinki            | 1952 | Dones | Ivette Williams            | Nova Zelanda   | 6,24  |
| Melbourne           | 1956 | Homes | Gregory Curtis Bell        | Estats Units   | 7,83  |
| Melbourne           | 1956 | Dones | Elzbieta Dunska-Krzesinska | Polònia        | 6,23  |
| Roma                | 1960 | Homes | Ralph Boston               | Estats Units   | 8,12  |
| Roma                | 1960 | Dones | Vera Krepkina              | Unió Soviètica | 6,37  |
| Tokio               | 1964 | Homes | Lynn Davies                | Regne Unit     | 8,07  |
| Tokio               | 1964 | Dones | Mary Rand                  | Regne Unit     | 6,76  |
| Ciutat de Mèxic     | 1968 | Homes | Bob Beamon                 | Estats Units   | 8,90  |
| Ciutat de Mèxic     | 1968 | Dones | Viorica Viscopoleanu       | Romania        | 6,82  |
| Múnic               | 1972 | Homes | Randell Luvelle Williams   | Estats Units   | 8,24  |
| Múnic               | 1972 | Dones | Heidemarie Rosendahl       | RFA            | 6,78  |
| Mont-real           | 1976 | Homes | Arnie Robinson             | Estats Units   | 8,35  |
| Mont-real           | 1976 | Dones | Angela Voigt               | RDA            | 6,72  |
| Moscú               | 1980 | Homes | Lutz Dombrowski            | RDA            | 8,54  |
| Moscú               | 1980 | Dones | Tatyana Kulpakova          | Unió Soviètica | 7,06  |
| Los Angeles         | 1984 | Homes | Carl Lewis                 | Estats Units   | 8,54  |
| Los Angeles         | 1984 | Dones | Anisoara Stanciu           | Romania        | 6,96  |
| Seül                | 1988 | Homes | Carl Lewis                 | Estats Units   | 8,72  |
| Seül                | 1988 | Dones | Jackie Joyner-Kersee       | Estats Units   | 7,40  |
| Barcelona           | 1992 | Homes | Carl Lewis                 | Estats Units   | 8,67  |
| Barcelona           | 1992 | Dones | Heike Drechsler            | Alemanya       | 7,14  |
| Atlanta             | 1996 | Homes | Carl Lewis                 | Estats Units   | 8,50  |
| Atlanta             | 1996 | Dones | Chioma Ajunwa              | Nigèria        | 7,12  |
| Sidney              | 2000 | Homes | Iván Pedroso               | Cuba           | 8,55  |
| Sidney              | 2000 | Dones | Heike Drechsler            | Alemanya       | 6,99  |
| Atenes              | 2004 | Homes | Dwight Phillips            | Estats Units   | 8,59  |
| Atenes              | 2004 | Dones | Tatiana Lébedeva           | Rússia         | 7,07  |
| Pequín              | 2008 | Homes | Irving Saladino            | Panamà         | 8,34  |
| Pequín              | 2008 | Dones | Maurren Higa Maggi         | Brasil         | 7,04  |
| Londres 2012        | 2012 | Homes | Greg Rutherford            | Regne Unit     | 8,31  |
| Londres 2012        | 2012 | Dones | Brittney Reese             | Estats Units   | 7,12  |
| Rio de Janeiro 2016 | 2016 | Homes | Jeffrey Henderson          | Estats Units   | 8,38  |
| Rio de Janeiro 2016 | 2016 | Dones | Tianna Bartoletta          | Estats Units   | 7,17  |
| Tòquio 2020         | 2021 | Homes | Miltiadis Tentoglu         | Grècia         | 8,41  |
| Tòquio 2020         | 2021 | Dones | Malaika Mihambo            | Alemanya       | 7,00  |

## Campions mundials
| Seu        | Any  |       | Atleta               | Estat           | Marca |
| ---------- | ---- | ----- | -------------------- | --------------- | ----- |
| Hèlsinki   | 1983 | Homes | Carl Lewis           | Estats Units    | 8.55  |
| Hèlsinki   | 1983 | Dones | Heike Drechsler      | RDA             | 7.27  |
| Roma       | 1987 | Homes | Carl Lewis           | Estats Units    | 8.67  |
| Roma       | 1987 | Dones | Jackie Joyner-Kersee | Estats Units    | 7.36  |
| Tokio      | 1991 | Homes | Mike Powell          | Estats Units    | 8.95  |
| Tokio      | 1991 | Dones | Jackie Joyner-Kersee | Estats Units    | 7.32  |
| Stuttgart  | 1993 | Homes | Mike Powell          | Estats Units    | 8.59  |
| Stuttgart  | 1993 | Dones | Heike Dauter         | Alemanya        | 7.11  |
| Gotemburgo | 1995 | Homes | Iván Pedroso         | Cuba            | 8.70  |
| Gotemburgo | 1995 | Dones | Fiona May            | Itàlia          | 6.98  |
| Atenes     | 1997 | Homes | Iván Pedroso         | Cuba            | 8.70  |
| Atenes     | 1997 | Dones | Liudmila Galkina     | Rússia          | 7.05  |
| Sevilla    | 1999 | Homes | Iván Pedroso         | Cuba            | 8.70  |
| Sevilla    | 1999 | Dones | Niurka Montalvo      | Espanya         | 7.06  |
| Edmonton   | 2001 | Homes | Iván Pedroso         | Cuba            | 8.70  |
| Edmonton   | 2001 | Dones | Fiona May            | Itàlia          | 7.02  |
| París      | 2003 | Homes | Dwight Phillips      | Estats Units    | 8.32  |
| París      | 2003 | Dones | Eunice Barber        | França          | 6.99  |
| Hèlsinki   | 2005 | Homes | Dwight Phillips      | Estats Units    | 8.60  |
| Hèlsinki   | 2005 | Dones | Tianna Madison       | Estats Units    | 6.89  |
| Osaka      | 2007 | Homes | Irving Saladino      | Panamà          | 8.57  |
| Osaka      | 2007 | Dones | Tatiana Lébedeva     | Rússia          | 7.03  |
| Berlín     | 2009 | Homes | Dwight Phillips      | Estats Units    | 8.54  |
| Berlín     | 2009 | Dones | Brittney Reese       | Estats Units    | 7.10  |
| Daegu      | 2011 | Homes | Dwight Phillips      | Estats Units    | 8.45  |
| Daegu      | 2011 | Dones | Brittney Reese       | Estats Units    | 6.82  |
| Moscou     | 2013 | Homes | Aleksandr Menkov     | Rússia          | 8.54  |
| Moscou     | 2013 | Dones | Brittney Reese       | Estats Units    | 7.01  |
| Pequín     | 2015 | Homes | Greg Rutherford      | Regne Unit      | 8.41  |
| Pequín     | 2015 | Dones | Tianna Bartoletta    | Estats Units    | 7.14  |
| Londres    | 2017 | Homes | Luvo Manyonga        | Sud-àfrica      | 8.48  |
| Londres    | 2017 | Dones | Brittney Reese       | Estats Units    | 7.02  |
| Doha       | 2019 | Homes | Tajay Gayle          | Jamaica         | 8.69  |
| Doha       | 2019 | Dones | Malaika Mihambo      | Alemanya        | 7.30  |
| Oregon     | 2022 | Homes | Wang Jianan          | R.P. de la Xina | 8.36  |
| Oregon     | 2022 | Dones | Malaika Mihambo      | Alemanya        | 7.12  |
|            |      |       |                      |                 |       |
| Budapest   | 2023 | Homes | Miltiadis Tentoglou  | Grècia          | 8.52  |
| Budapest   | 2023 | Dones | Ivana Vuleta         | Sèrbia          | 7.14  |